# Junonia coenia bergi
Junonia coenia bergi es una subespecie de Junonia coenia, una mariposa de la familia Nymphalidae, descrita por Avinoff, 1822 para las islas de las Bermudas.

## Característica
Junonia coenia bergi se caracteriza por su coloración marrón-oliva claro por la cual se diferencia de otras Junonia coenia, adicionalmente presenta dos manchas blancas amarillentas en los lados extremos de las alas. Presenta múltiples ojos en las alas, dos en las superiores y dos en las inferiores, con colores negros, anaranjados y blanquecinos. En verano puede presentar una coloración marrón y bronceada y en otoño la tiene roja. Su envergadura es de unos 4,2 cm a 7 cm.
La hembra pone los huevos en forma individual sobre brotes de las hojas o en el haz de las hojas de la planta huésped, comúnmente el llantén (Plantago sp.), dicho proceso generalmente produce dos o más generaciones por año.

## Distribución
Junonia coenia bergi es una subespecie endémica de Bermuda.

## Hábitat
Esta subespecie de mariposa prefiere ambientes abiertos y soleados, con baja vegetación y suelos sin hierba.

## Alimentación
Las larvas se alimentan de Plantago sp y de Lippia nodiflora, plantas que se pueden encontrar en las Bermudas.